# Leu moldau
El leu moldau (en romanès leu moldovenesc o, simplement, leu) és la unitat monetària de Moldàvia. Un leu (en plural lei) es divideix en 100 bani (en singular ban). El codi ISO 4217 és MDL, i el d'abans de l'1 de juliol del 2005, ROL.
Quan Moldàvia era una província de Romania (1918-1940), hi circulava el leu romanès. Després de la desintegració de la Unió Soviètica (època en què els moldaus van utilitzar el ruble soviètic) i de la creació de l'estat independent de Moldàvia el 1993, es va establir el leu moldau, que va agafar el nom de la moneda romanesa.
És emès pel Banc Nacional de Moldàvia (Banca Naţională a Moldovei).

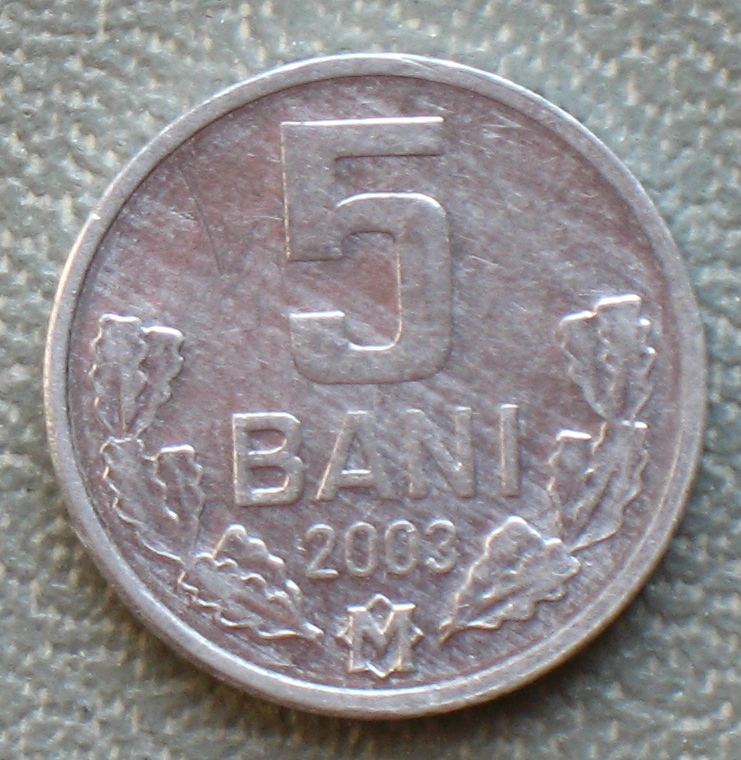
Moneda de 5 bani del 2003

En circulen monedes d'1, 5, 10, 25 i 50 bani i bitllets d'1, 5, 10, 20, 50, 100, 200, 500 i 1.000 lei.

## Taxes de canvi
- 1 EUR = 18,8677 MDL (11 d'abril del 2015)
- 1 USD = 17,8233 MDL (11 d'abril del 2015)